# Palazu Mare, Constanța
Palazu Mare (în germană Groß Pallas) este o localitate componentă a municipiului Constanța din județul Constanța, Dobrogea, România. Se află pe malul lacului Siutghiol.
În anul 1909 a luat ființă comunitatea germană din Palazu Mare, formată din germani dobrogeni. Din inițiativa pastorului J. Schubert din localitatea Caramurat, în 1929 s-a realizat clădirea școlii. În 1931, în Palazu Mare trăiau 274 de germani. În 1940, un număr de 515 de germani au părăsit așezarea, fiind strămutați cu forța în Germania nazistă, sub lozinca Heim ins Reich (Acasă în Reich), în sat rămânând numai 15 germani.
Cu ocazia schimbului de populație care a avut loc în 1940 cu Bulgaria, în locul germanilor repatriați în Palazu Mare au fost aduse câteva familii de aromâni.
Conform rezultatelor Recensământul populației din 2002, populația totală de 4176 persoane era formată din 3320 români (majoritatea acestora fiind aromâni), 642 țigani, 163 tătari, 31 turci și 6 maghiari. 
Aici există 2 biserici ortodoxe, o moschee, o școală (Școala cu clasele I - VIII nr. 14), un dispensar, un cimitir etc. În Palazu Mare se află Spitalul Clinic de Pneumoftiziologie Constanța și Spitalul de Psihiatrie Palazu Mare
In cartier aflându-se și 2 spălătorii auto.
Mai multe magazine tip Market:
Mega image,Profi,Kaufland.
Și un parc cu teren de baschet și fotbal.
 Acest articol despre o localitate din județul Constanța este deocamdată un ciot. Puteți ajuta Wikipedia prin completarea lui.

1. ↑  „Incursiuni în istoria comunităților etnice dobrogene”. Arhivat din originalul de la 26 aprilie 2009. Accesat în 26 aprilie 2009.
2. ↑  Biserica Sfântul Gheorghe[nefuncțională]